# Калінінград-Пасажирський
Калінінград-Пасажирські (Південний вокзал) — залізнична станція в Калінінграді, головний вокзал міста. Вокзал обслуговує пасажирські поїзди ближнього і далекого прямування. До перону № 6 вокзалу підходить залізничний шлях з європейською шириною колії, куди прибувають потяги з Польщі та Німеччини.
Вокзал розташований на площі Калініна. У безпосередній близькості з Південним вокзалом розташований автовокзал.

## Архітектура
Будівля вокзалу побудована з цегли з використанням залізобетонних конструкційних елементів (залізобетонні елементи не видно зовні, будівля облицьований глазурованою лицьовою цеглою). Перони перекриті дебаркадером довжиною 178 метрів і шириною 120 метрів. З будівлі вокзалу до перону ведуть два підземні переходи.
Напис на даху вокзалу виконана зі сталі з нітрідтітановим покриттям виробничим підприємством «Світлий дім».

## Історія
До кінця XIX століття Кенігсберг став важливим вузлом залізничної мережі. Залізниці йшли з Кенігсберга в різних напрямках — у центральну Німеччину, Польщу, Росію, країни Балтії. Однак головного вокзалу, де сходилися б залізниці різних напрямків, в місті не було. Залізниці різних напрямків обслуговувалися окремими невеликими вокзалами.
Ідея про будівництво центрального вокзалу з'явилася ще в 1896 році, але конкретний план був готовий тільки 1914 року. Проте його здійсненню завадила Перша світова війна.
Будівництво головного вокзалу почалося тільки в 1920 році, а його урочисте відкриття відбулося 19 вересня 1929.
Вокзал продовжував нормально функціонувати до 21 січня 1945 року. В ході боїв за місто станція значно постраждала, тому після закінчення війни вокзал не діяв, а роль головної пасажирської станції тимчасово виконувала сортувальна станція. Повторне відкриття головного вокзалу відбулося тільки в 1949 році.
Перша велика реконструкція вокзалу відбулася тільки в 2003 році. Були реконструйовані внутрішні приміщення (каси, зал очікування, кафе). Фоє вокзалу було прикрашено новими люстрами і фонтаном, були ушляхетнені підземні переходи, що ведуть до перону. На фасаді й у фоє вокзалу були встановлені точні годинник.
У той же час загальний архітектурний вигляд вокзалу залишився незмінним.

## Сполучення
| №                                         | Маршрут сполучення                        |
| Пасажирські потяги, що курсують цілий рік | Пасажирські потяги, що курсують цілий рік |
| ----------------------------------------- | ----------------------------------------- |
| 029/030                                   | Калінінград — Москва                      |
| 079/080                                   | Калінінград — Санкт-Петербург             |
| 359/360                                   | Калінінград — Адлер                       |
| Сезонного призначення                     |                                           |
| 425/426                                   | Калінінград — Челябінськ                  |